# 국제기자연맹
국제기자연맹(國際記者聯盟, International Federation of Journalists)은 자유주의 국가에 있는 언론단체들이 조직한 국제 노동조합이다. 전 세계 146개 국 187단체에 60만 명이 가입하였다.
주요목적은 언론의 자유와 언론인들의 권익을 옹호하고 직업상의 윤리규정을 확보하는 데 있으며, 순수한 일선 기자들만으로 구성된 국제조직이다. 총회는 2년마다 회원국을 돌며 개최된다. 가입자격은 신문노조의 기능을 가진 단체이어야 한다. 본부는 벨기에 브뤼셀에 있다.

## 역사
1926년 2월 국제기자연맹이 파리에서 창설되었으나, 제2차 세계대전이 일어나자 기능이 상실되었다. 세계대전 중에는 연합국과 자유주의 여러 나라 기자들이 ‘국제연합국기자연맹(International Federation of Journalists of Allied Countries)’이라는 명칭 아래 런던에서 활동하였다.
전쟁이 끝난 1946년 26개 국 언론인들이 코펜하겐에서 국제기자기구를 결성하였으나, 이 기구가 공산국가들에 의해 냉전의 도구로 이용되자 미국·영국 등 제1세계 국가들이 탈퇴하여, 1952년 벨기에의 브뤼셀에서 14개국 언론단체가 모여 새로 창립하였다.
1992년부터는 국제언론인 보호기금(IFJ Safety Fund)을 설립하여 폭력에 희생당한 언론인과 그 유가족들에게 지원을 계속 해 오고 있다.
대한민국은 1964년에 관훈클럽이 준회원으로 가입하였고, 1966년 5월 베를린에서 열린 제8차 세계대회 때 한국기자협회가 정회원으로 가입하였다. 또 2001년 제24차 총회가 대한민국에서 개최되어 전 세계 100여 국 기자 300여 명이 참석했다.